# Дікулешть (комуна)
Дікулешть, Дікулешті (рум. Diculești) — комуна у повіті Вилча в Румунії. До складу комуни входять такі села (дані про населення за 2002 рік):
- Бебень-Олтецу (1015 осіб)
- Будешть (332 особи)
- Дікулешть (524 особи) — адміністративний центр комуни
- Колелія (189 осіб)

Комуна розташована на відстані 168 км на захід від Бухареста, 64 км на південний захід від Римніку-Вилчі, 32 км на північний схід від Крайови.

## Населення
У 2009 році у комуні проживали 2080 осіб.